# Escola Ladbrooke

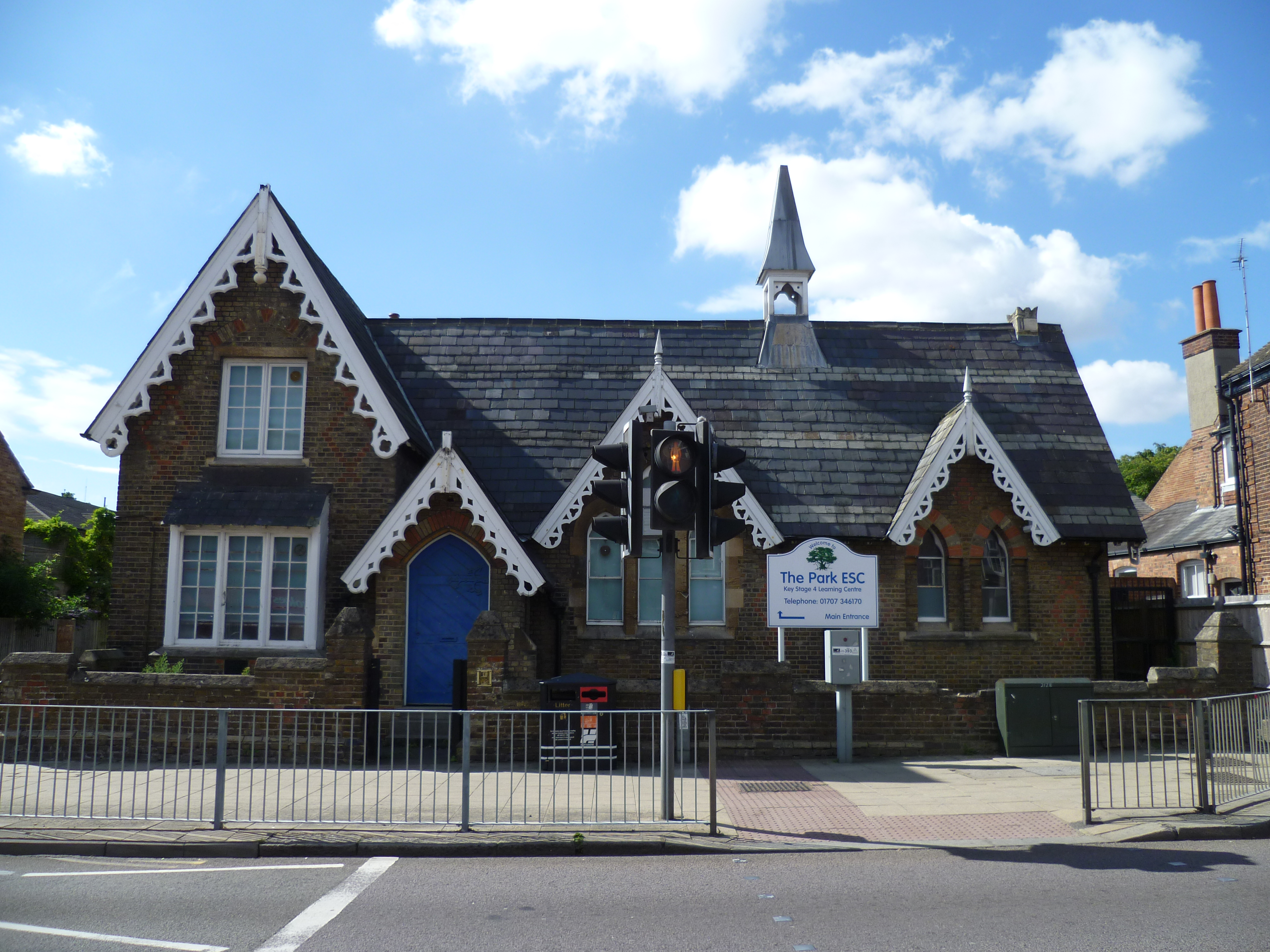
A antiga Escola Ladbrooke

A Escola Ladbrooke é uma antiga escola em High Street, Potters Bar, Inglaterra, e um edifício listado de grau II pela Inglaterra histórica.